# Танга (порт)
Порт Танга — второй по величине порт в Танзании. Он является одним из старейших действующих портов в стране. Порт Танга был построен Немецкой компанией Восточной Африки в качестве конечной точки железной дороги Усамбара. Порт имеет годовую мощность в 500 000 тонн и работает на 90%. Планируются масштабные работы по расширению пропускной способности порта и обеспечению альтернативного маршрута для грузов, поступающих в страну, работами займётся компания NIRAS.
В настоящее время порт обслуживается тремя судоходными линиями: Delmas, Mitsui O.S.K. Lines и Inchcape.

## Трубопровод Танзания-Уганда
Президент Танзании Джон Магуфули и президент Уганды Йовери Мусевени договорились о строительстве нефтепровода Танзания-Уганда на 17-м саммите глав государств Восточной Африки в Аруше 6 марта 2016 года. Трубопровод будет работать на 1400 км от бассейна озера Альберт до порта Танга. Первоначально трубопровод планировалось провести от Уганды до Кении до порта Ламу и транспортного коридора Ламу-Южный Судан-Эфиопия. Три компании, которые заинтересованы в проекте — Total S.A., КНШНК и Tullow Oil, — предпочли танзанийский маршрут из-за проблем с безопасностью в северном коридоре Кении. Трубопровод будет стоить более 4 миллиардов долларов и обеспечит 1500 рабочих мест по всему региону. Строительство началось в январе 2017 года и продлится до 2020 года.